# 児玉就秋
児玉 就秋（こだま なりあき）は、戦国時代の武将。毛利氏家臣で、安芸児玉氏の一族。父は児玉弘家（広家）、兄に元実、元保、元為、就近。後に三兄である元為の養子となった。通称は弥七郎。官途名は木工允、若狭守。

## 生涯
安芸国高田郡吉田を本拠とする国人・毛利氏の家臣である児玉弘家の五男として生まれる。
永正16年（1519年）12月13日、毛利氏当主・毛利幸松丸の加冠状を受けて元服し、「弥七郎」の通称と「元」の字を与えられたが、後に「就秋」と改名するまでの初名は不明。
大永3年（1523年）7月15日に毛利幸松丸が死去し、同年8月10日に毛利元就が毛利氏の家督を相続すると、元就に仕えた。
享禄3年（1530年）3月9日、毛利元就から安芸国の則長名の内の7段の地を給地として与えられる。
天文4年（1535年）、備後国三次郡上里に所在する備後三吉氏の支城である上里城への攻撃で負傷しつつも武功を挙げ、3月24日に元就から感状を与えられると共に、「就」の偏諱と「木工允」の官途名を与えられ、名を「就秋」に改めた。
天文9年（1540年）6月16日夜中の安芸国賀茂郡造賀における平賀興貞との戦いでは敵兵を討ち取った武功で6月28日に元就から感状を与えられ、同年9月12日、吉田郡山城の戦いの局地戦の一つである安芸国高田郡吉田の堀縄手における尼子晴久との戦いにも参加して武功を挙げ、9月13日に元就から感状を与えられている。
天文11年（1542年）3月26日、毛利元就から石見国邑智郡口羽の内の原田名1町3段、「はたい」5段の地を給地として与えられる。
天文19年（1550年）7月12日から7月13日にかけて毛利元就の命により井上元兼をはじめとする安芸井上氏の一族・与党が粛清された直後の同年7月20日に作成され、毛利氏家臣238名が連署して毛利氏への忠誠を再確認した起請文では、125番目に「兒玉木工允」と署名した。同年12月30日、毛利隆元から安芸国の中河原の田3段半を与えられた。
天文20年（1551年）1月1日に作成された番帳において、福原就房や粟原助四郎と共に1番に列せられる。
天文21年（1552年）3月24日、毛利隆元から「若狭守」の受領名を与えられ、同年4月26日には安芸国高田郡佐々部の内の「両坂もと」の田2町、山県郡壬生の内の信藤名の田1町と生田の内の「ちり田」の田5段、舟木の内の「にこ行友」の田1町を給地として与えられた。
また、この頃のものとみられる毛利氏の近習衆46名が名を連ねる近習衆具足注文に「六両　兒玉若狭守」と記されていることから、就秋が近習衆の一人であったことが分かる。合戦で度々武功を挙げて幾つもの感状を与えられている就秋だが、武勇だけの人間ではなく、毛利元就の側近として政務を担当したほか、番衆の一人として奉行のもとで政務に携わった。その後は吉川氏に養子に入った吉川元春と毛利元就の連絡・調整役を務め、毛利氏と吉川氏の連携を図った。
天文24年（1555年）の厳島の戦いの後、弘治2年（1556年）の防長経略では吉川軍の指揮下に入って大内領北部の石見国の制圧に参加し、大内方の有力豪族である益田藤兼を降伏させた。
弘治3年（1557年）2月20日、毛利隆元から安芸国賀茂郡西条飯田村の内の光守名を給地として与えられる。同年4月に大内氏を滅ぼして防長経略が完了した後の同年12月2日に毛利氏家臣239名が名を連ねて軍勢狼藉や陣払の禁止を誓約した連署起請文において、35番目に「兒玉若狭守」と署名している。
弘治4年（1558年）7月28日には備後国江田の内で駒沢備前守の旧領である末遠名6貫500目の地を与えられ、10月26日には西条飯田村の内の成仏名3貫文の地を与えられた。石見攻略後は安芸国内の山県、池田、船木、佐々部坂本、中河原、西条飯田村などに散在する合計9町半の所領を得ている。
その後も吉川氏指揮下の武将として、伯耆国に出撃させる警固船の水夫の徴発や、安芸飯山城の普請等で活躍した。
永禄5年（1562年）に吉川元春が腹痛で病床に伏せると、元就の見舞いの使者として、医師の則阿弥や楊井武盛、少林寺らと共に元春の本拠である安芸国山県郡新庄に赴き、元春が所望した鶴を届けている。
永禄6年（1563年）1月22日、元就から石見国邇摩郡波積の内の吉浦を与えられる。
永禄6年（1563年）から永禄9年（1566年）にかけて入道し、児玉若狭入道と呼ばれるようになる。
永禄9年（1566年）7月28日、病の養生をしていた就秋から音信として樽と鯉2喉を贈られた元就は、就秋に書状を送り感謝の意を示すと共に、出雲国の情勢については問題ないため安心して養生することが肝要であり、薬や医術に長ける楊井武盛に就秋を診療させると伝えている。同年8月22日、病の養生をしていた就秋に対し、元就は病の養生の状況はどうであるか、回復したかと見舞う書状を送っている。
永禄10年（1567年）3月7日、就秋が医師の則阿弥を通じて送った赤川氏について注進する書状を読んだ元就は、そのことに驚きつつも就秋の言うように赤川元久について対処したことを就秋に伝え、以前から対面して直接話したいことがあり、待っているので手を引かれて参上するようにで旨を伝えている。なお、同日に赤川元久の兄である赤川元保が元就の命により自刃し、元保の弟である赤川元久や、元久の子で元保の養子となった赤川又五郎らが誅殺されている。
没年は不詳。嫡男の児玉元重が後を継いだ。